# Río Nechako
El río Nechako (del inglés: Nechako River), pronunciado [nəˈtʃækoʊ] es un río de la Columbia Británica, Canadá, uno de los principales afluentes del río Fraser. Tiene una longitud de 462 km (o 516 km) y drena una cuenca de 47.100 km², similar a países como Eslovaquia, República Dominicana o Bután.

## Geografía
El río Nechako nace en la meseta Nechako (Nechako Plateau) al este de las cordilleras Kitimat de las montañas Costeras de la Columbia Británica. Fluye hacia el norte, hacia Fort Fraser, y luego hacia el este hasta Prince George donde desagua en el río Fraser. Nechako es una anglicización de [netʃa koh], su nombre en idioma dakelh, que significa «río Grande».
El Nechako es uno de los principales afluentes del río Fraser, aunque la mayor parte de su caudal ha sido ahora desviado a través de las montañas Costeras a la planta de generación de Kemano, una central hidroeléctrica localizada a nivel del mar en el canal de Gardner, 858 m por debajo del embalse, que suministra energía a la planta de fundición de aluminio de Alcan de la cercana Kitimat. En 1952, la construcción de presa Kenney, de 97 m de altura, cambió profundamente el curso e hidrología del río Nechako. Se construyeron más adelante otras presas en la década de los 1950, como la presa Kemano en 1954, diseñadas para suministrar electricidad a la planta de aluminio. Las presas han dado lugar a la creación de un gran embalse artificial, de 890 km² y más de 230 km de longitud, que en realidad es un gran complejo ya que amalgama varios lagos y ríos anteriores que han quedado sumergidos. El embalse principal desde el que se realiza la desviación, se llama embalse Nechako o embalse del lago Ootsa, pero sus diferentes partes y ramales tienen también nombre, que se corresponden con los lagos anteriores ahora sumergidos; los mayores son el lago Eutsuk y el lago Natalkuz, que constituyen el ramal meridional del embalse; el nombre alternativo proviene del lago Ootsa, fusionado ahora en el ramal norte del embalse, pero que no formaba parte del curso del río Nechako. Otros lagos también incorporados en el ramal norte son el lago Whitesail y el lago Tahtsa. Entre los dos brazos del embalse está la cordillera Quanchus.
Antes de la construcción del embalse, el río Nechako tenía su origen en el lago Eutsuk, del que era su emisario, y tenía una longitud de 462 km. Desde su construcción, es difícil identificar la fuente o la longitud del Nechako y algunas referencias geográficas ahora indican una longitud de 516 km.
Dejando el embalse Nechako después de la presa Kenney, el río discurre en dirección norte. Desde la construcción de la presa el flujo a partir de aquí es muy bajo, ya que la mayor parte del agua se envía ahora al oeste con el fin de producir electricidad. El Nechako se une poco después, por su margen izquierda, con el río Cheslatta, un río que le aborda en forma de cataratas, llamadas cataratas Cheslatta, que le suministran de nuevo algo de caudal. El Nechako continúa su curso hacia el noreste hasta Fort Fraser, donde se le une por su margen izquierda el río Nautley, un corto río de solamente 800 m que es el emisario del lago Fraser. El río se orienta a continuación hacia el este, en un tramo en el que es seguido por la Ruta Provincial 16, conocida como la Yellowhead Highway, que es un ramal de la Trans-Canada Highway. Supera la ciudad de Vanderhoof y a continuación se le une el río Stuart, por su orilla izquierda, a la altura de la pequeña comunidad agrícola de Wedgwood. Por último, es acompañado por el río Chilako, en su orilla sur, antes de terminar su carrera en el río Fraser, a la altura de Prince George. En su boca hay varias islas.
Las principales ciudades atravesadas por el río (desde su nacimiento, siguiendo su curso), son Fort Fraser, Vanderhoof (4.064 hab. en 2006), Isle Pierre y Prince George (70.981 hab. en 2006).
Sus principales afluentes son: el río Stuart (110 km), que drena el lago Stuart y le aborda a unos 45 km al este de Vanderhoof; el río Endako; el río Chilako, que desagua a unos 15 km al oeste de Prince George; el río Nautley, un corto río de solo 800 m que drena el lago Fraser; y el río Cheslatta, que drena el lago Cheslatta y entra en el Nechako al pie del cañón Nechako, vía las cataratas Cheslatta, y que comienza en la presa Kenny y que forma parte del embalse Nechako.
El represamiento del Nechako en 1952 y la consiguiente reducción en el flujo masivo ha sido fuente de una considerable controversia política. Los asentamientos cheslattas (un subgrupo de los dakelh o carrier) fueron inundados por la creación del embalse y obligados a abandonar sus hogares con una advertencia de solo dos semanas. El aumento de la remperatura del agua causada por la reducción en el flujo, ha sido un problema constante para las migraciones del salmón que se hacen en los ríos Fraser y Stuart, así como en el mismo Nechako.

## Historia
La expedición de Alexander MacKenzie paso por el Fraser más allá de la desembocadura del Nechako en 1793, curiosamente, sin observarlo. El primer europeo en remontar el Nechako fue, en 1806, James McDougall, un miembro de la expedición de Simon Fraser.